# The Green-Eyed Monster (film)
Pour plus de détails, voir Fiche technique et Distribution.
The Green-Eyed Monster est un film muet américain réalisé par Allan Dwan et sorti en 1912.

## Synopsis
Jess aime Norman Brown, mais elle surprend celui-ci à plaisanter avec une belle du village. Dès lors, la jalousie s'empare de l'esprit de Jess…

## Fiche technique
- Titre : The Green-Eyed Monster
- Réalisation : Allan Dwan
- Société de production : American Film Manufacturing Company
- Durée : 10 minutes
- Pays de production :  États-Unis
- Genre : Drame et romance
- Date de sortie :
  - États-Unis : 3 juin 1912

## Distribution
- J. Warren Kerrigan : Norman Brown
- Jessalyn Van Trump : Jess